# Nagy-Britannia a 2000. évi nyári olimpiai játékokon
Nagy-Britannia az ausztráliai Sydneyben megrendezett 2000. évi nyári olimpiai játékok egyik részt vevő nemzete volt. Az országot az olimpián 23 sportágban 310 sportoló képviselte, akik összesen 28 érmet szereztek.

## Érmesek
| Érem  | Versenyző | Sportág       | Versenyszám                    |
| ----- | --- | ------------- | ------------------------------ |
| Arany | Jonathan Edwards | Atlétika      | Férfi hármasugrás              |
| Arany | Denise Lewis | Atlétika      | Női hétpróba                   |
| Arany | James Cracknell Steve Redgrave Tim Foster Matthew Pinsent                                                                    | Evezés        | Férfi kormányos nélküli négyes |
| Arany | Andrew Lindsay Ben Hunt-Davis Simon Dennis Louis Attrill Luka Grubor Kieran West Fred Scarlett Steve Trapmore Rowley Douglas | Evezés        | Férfi nyolcas                  |
| Arany | Jason Queally | Kerékpározás  | Férfi egyéni időfutam          |
| Arany | Audley Harrison | Ökölvívás     | Szupernehézsúly                |
| Arany | Steph Cook | Öttusa        | Női                            |
| Arany | Richard Faulds | Sportlövészet | Férfi dupla trap               |
| Arany | Iain Percy | Vitorlázás    | Férfi laser                    |
| Arany | Ben Ainslie | Vitorlázás    | Laser                          |
| Arany | Shirley Robertson | Vitorlázás    | Női laser radial               |
| Ezüst | Darren Campbell | Atlétika      | Férfi 200 m                    |
| Ezüst | Steve Backley | Atlétika      | Férfi gerelyhajítás            |
| Ezüst | Kate Howey | Cselgáncs     | Női középsúly                  |
| Ezüst | Guin Batten Gillian Lindsay Katherine Grainger Miriam Batten                                                                 | Evezés        | Női négypárevezős              |
| Ezüst | Paul Ratcliffe | Kajak-kenu    | Férfi szlalom kajak egyes      |
| Ezüst | Chris Hoy Craig MacLean Jason Queally                                                                                        | Kerékpározás  | Férfi csapatsprint             |
| Ezüst | Pippa Funnell Leslie Law Jeanette Brakewell Ian Stark                                                                        | Lovaglás      | Csapat lovastusa               |
| Ezüst | Ian Peel | Sportlövészet | Férfi trap                     |
| Ezüst | Ian Walker Mark Covell | Vitorlázás    | Csillaghajó                    |
| Ezüst | Ian Barker Simon Hiscocks | Vitorlázás    | Könnyű 49-es dingi             |
| Bronz | Katharine Merry | Atlétika      | Női 400 m                      |
| Bronz | Kelly Holmes | Atlétika      | Női 800 m                      |
| Bronz | Tim Brabants | Kajak-kenu    | Férfi kajak egyes 1000 m       |
| Bronz | Kate Allenby | Öttusa        | Női                            |
| Bronz | Bryan Steel Paul Manning Bradley Wiggins Chris Newton Jonny Clay                                                             | Kerékpározás  | Férfi csapat üldözőverseny     |
| Bronz | Yvonne McGregor | Kerékpározás  | Női egyéni üldözőverseny       |
| Bronz | Joanne Wright-Goode Simon Archer                                                                                             | Tollaslabda   | Vegyes páros                   |

## Asztalitenisz
Férfi
| Versenyző    | Versenyszám | Csoportkör                                                                                           | Csoportkör | 32-es főtábla     | Nyolcaddöntő      | Negyeddöntő       | Elődöntő          | Döntő             | Helyezés |
| Versenyző    | Versenyszám | Ellenfél Eredmény                                                                                    | Hely.      | Ellenfél Eredmény | Ellenfél Eredmény | Ellenfél Eredmény | Ellenfél Eredmény | Ellenfél Eredmény | Helyezés |
| ------------ | ----------- | --- | ---------- | ----------------- | ----------------- | ----------------- | ----------------- | ----------------- | -------- |
| Matthew Syed | Egyes       | O csoport · Peter Franz (GER) · 8–21, 4–21, 21–23 · Jean-Patrick Sahajasein (MRI) · 21–3, 21–8, 21–9 | 2.         | kiesett           | kiesett           | kiesett           | kiesett           | kiesett           | 17.      |

## Atlétika
Férfi
| Versenyző                                                  | Versenyszám     | Előfutam      | Előfutam      | Előfutam      | Negyeddöntő | Negyeddöntő | Negyeddöntő | Elődöntő | Elődöntő | Elődöntő | Döntő    | Döntő    |
| Versenyző                                                  | Versenyszám     | Idő           | Hely.         | Össz.         | Idő         | Hely.       | Össz.       | Idő      | Hely.    | Össz.    | Idő      | Helyezés |
| ---------------------------------------------------------- | --------------- | ------------- | ------------- | ------------- | ----------- | ----------- | ----------- | -------- | -------- | -------- | -------- | -------- |
| Dwain Chambers                                             | 100 m           | 10,38         | 2.            | 26.**         | 10,12       | 1.          | 4.          | 10,14    | 1.       | 4.       | 10,08    | 4.       |
| Jason Gardener                                             | 100 m           | 10,38         | 1.            | 26.**         | 10,27       | 4.          | 16.***      | kiesett  | kiesett  | kiesett  | kiesett  | kiesett  |
| Darren Campbell                                            | 100 m           | 10,28         | 1.            | 8.            | 10,21       | 1.          | 9.          | 10,19    | 3.       | 7.       | 10,13    | 6.       |
| Darren Campbell                                            | 200 m           | 20,71         | 2.            | 15.           | 20,13       | 1.          | 1.*         | 20,23    | 2.       | 6.       | 20,14    |          |
| Christian Malcolm                                          | 200 m           | 20,52         | 2.            | 4.**          | 20,19       | 2.          | 5.          | 20,19    | 2.       | 2.       | 20,23    | 5.       |
| Marlon Devonish                                            | 200 m           | 20,89         | 3.            | 28.           | 20,82       | 7.          | 27.         | kiesett  | kiesett  | kiesett  | kiesett  | kiesett  |
| Daniel Caines                                              | 400 m           | 45,39         | 2.            | 7.*           | 45,37       | 3.          | 9.          | 45,55    | 4.       | 9.       | kiesett  | kiesett  |
| Sean Baldock                                               | 400 m           | 46,45         | 5.            | 44.           | kiesett     | kiesett     | kiesett     | kiesett  | kiesett  | kiesett  | kiesett  | kiesett  |
| Jamie Baulch                                               | 400 m           | 46,52         | 7.            | 46.           | kiesett     | kiesett     | kiesett     | kiesett  | kiesett  | kiesett  | kiesett  | kiesett  |
| James McIlroy                                              | 800 m           | 1:47,44       | 3.            | 18.           |             |             |             | 1:46,39  | 6.       | 15.      | kiesett  | kiesett  |
| Andy Hart                                                  | 800 m           | 1:48,78       | 6.            | 44.           |             |             |             | kiesett  | kiesett  | kiesett  | kiesett  | kiesett  |
| John Mayock                                                | 1500 m          | 3:39,08       | 4.            | 11.           |             |             |             | 3:38,68  | 7.       | 7.       | 3:39,41  | 9.       |
| Andy Graffin                                               | 1500 m          | 3:39,75       | 11.           | 18.           |             |             |             | 3:42,72  | 10.      | 20.      | kiesett  | kiesett  |
| Tony Whiteman                                              | 1500 m          | nem ért célba | nem ért célba | nem ért célba |             |             |             | kiesett  | kiesett  | kiesett  | kiesett  | kiesett  |
| Kris Bowditch                                              | 5000 m          | 14:08,92      | 15.           | 30.           |             |             |             |          |          |          | kiesett  | kiesett  |
| Karl Keska                                                 | 10 000 m        | 27:48,29      | 6.            | 6.            |             |             |             |          |          |          | 27:44,09 | 8.       |
| Andres Jones                                               | 10 000 m        | 28:11,20      | 9.            | 23.           |             |             |             |          |          |          | kiesett  | kiesett  |
| Rob Denmark                                                | 10 000 m        | 28:43,74      | 13.           | 28.           |             |             |             |          |          |          | kiesett  | kiesett  |
| Jon Brown                                                  | Maraton         |               |               |               |             |             |             |          |          |          | 2:11:17  | 4.       |
| Keith Cullen                                               | Maraton         |               |               |               |             |             |             |          |          |          | 2:16:59  | 19.      |
| Mark Steinle                                               | Maraton         |               |               |               |             |             |             |          |          |          | 2:24:42  | 56.      |
| Colin Jackson                                              | 110 m gát       | 13,38         | 1.            | 2.            | 13,27       | 1.          | 1.          | 13,34    | 3.       | 5.       | 13,28    | 5.       |
| Damien Greaves                                             | 110 m gát       | 14,01         | 7.            | 28.*          | 14,08       | 8.          | 29.         | kiesett  | kiesett  | kiesett  | kiesett  | kiesett  |
| Tony Jarrett                                               | 110 m gát       | kizárták      | kizárták      | kizárták      | kiesett     | kiesett     | kiesett     | kiesett  | kiesett  | kiesett  | kiesett  | kiesett  |
| Chris Rawlinson                                            | 400 m gát       | 51,30         | 1.            | 43.           |             |             |             | 49,25    | 6.       | 13.**    | kiesett  | kiesett  |
| Matt Douglas                                               | 400 m gát       | 49,62         | 3.            | 11.           |             |             |             | 49,53    | 6.       | 19.      | kiesett  | kiesett  |
| Tony Borsumato                                             | 400 m gát       | 50,73         | 5.            | 32.           |             |             |             | kiesett  | kiesett  | kiesett  | kiesett  | kiesett  |
| Justin Chaston                                             | 3000 m akadály  | 8:31,01       | 7.            | 19.           |             |             |             |          |          |          | kiesett  | kiesett  |
| Christian Stephenson                                       | 3000 m akadály  | 8:46,66       | 10.           | 32.           |             |             |             |          |          |          | kiesett  | kiesett  |
| Allyn Condon Jason Gardener Marlon Devonish Dwain Chambers | 4 × 100 m váltó | kizárták      | kizárták      | kizárták      |             |             |             | kiesett  | kiesett  | kiesett  | kiesett  | kiesett  |
| Jared Deacon Daniel Caines Iwan Thomas Jamie Baulch        | 4 × 400 m váltó | 3:04,35       | 2.            | 9.            |             |             |             | 3:01,35  | 2.       | 7.       | 3:01,22  | 5.       |
| Chris Maddocks                                             | 50 km gyaloglás |               |               |               |             |             |             |          |          |          | 4:52:12  | 39.      |

| Versenyző        | Versenyszám   | Selejtező | Selejtező | Döntő    | Döntő    |
| Versenyző        | Versenyszám   | Eredmény  | Helyezés  | Eredmény | Helyezés |
| ---------------- | ------------- | --------- | --------- | -------- | -------- |
| Ben Challenger   | Magasugrás    | 215 cm    | 27.*****  | kiesett  | kiesett  |
| Kevin Hughes     | Rúdugrás      | 555 cm    | 16.***    | kiesett  | kiesett  |
| Jonathan Edwards | Hármasugrás   | 17,08 m   | 4.        | 17,71    |          |
| Larry Achike     | Hármasugrás   | 17,30 m   | 1.        | 17,29 m  | 5.       |
| Phillips Idowu   | Hármasugrás   | 17,12 m   | 2.*       | 17,08 m  | 6.       |
| Mark Proctor     | Súlylökés     | 18,49 m   | 31.       | kiesett  | kiesett  |
| Bob Weir         | Diszkoszvetés | 60,01 m   | 28.       | kiesett  | kiesett  |
| Glen Smith       | Diszkoszvetés | 56,22 m   | 38.       | kiesett  | kiesett  |
| Steve Backley    | Gerelyhajítás | 83,74 m   | 8.        | 89,85    |          |
| Mick Hill        | Gerelyhajítás | 82,24 m   | 12.       | 81,00 m  | 11.      |
| Nick Nieland     | Gerelyhajítás | 82,12 m   | 13.       | kiesett  | kiesett  |

| Versenyző  | Versenyszám | 100 m | 100 m | Távolugrás | Távolugrás | Súlylökés | Súlylökés | Magasugrás | Magasugrás | 400 m | 400 m | 110 m gát | 110 m gát | Diszkoszvetés | Diszkoszvetés | Rúdugrás | Rúdugrás | Gerelyhajítás | Gerelyhajítás | 1500 m  | 1500 m | Végeredmény | Végeredmény |
| Versenyző  | Versenyszám | Idő   | Pont  | Eredmény   | Pont       | Eredmény  | Pont      | Eredmény   | Pont       | Idő   | Pont  | Idő       | Pont      | Eredmény      | Pont          | Eredmény | Pont     | Eredmény      | Pont          | Idő     | Pont   | Pont        | Helyezés    |
| ---------- | ----------- | ----- | ----- | ---------- | ---------- | --------- | --------- | ---------- | ---------- | ----- | ----- | --------- | --------- | ------------- | ------------- | -------- | -------- | ------------- | ------------- | ------- | ------ | ----------- | ----------- |
| Dean Macey | Tízpróba    | 10,81 | 903   | 777 cm     | 1002       | 14,62 m   | 766       | 209 cm     | 887        | 46,41 | 988   | 14,53     | 907       | 43,37 m       | 733           | 480 cm   | 849      | 60,38 m       | 744           | 4:23,45 | 788    | 8567        | 4.          |

Női
| Versenyző                                                                     | Versenyszám     | Előfutam | Előfutam | Előfutam | Negyeddöntő | Negyeddöntő | Negyeddöntő | Elődöntő | Elődöntő | Elődöntő | Döntő    | Döntő    |
| Versenyző                                                                     | Versenyszám     | Idő      | Hely.    | Össz.    | Idő         | Hely.       | Össz.       | Idő      | Hely.    | Össz.    | Idő      | Helyezés |
| ----------------------------------------------------------------------------- | --------------- | -------- | -------- | -------- | ----------- | ----------- | ----------- | -------- | -------- | -------- | -------- | -------- |
| Shani Anderson                                                                | 100 m           | 11,55    | 4.       | 35.*     | kiesett     | kiesett     | kiesett     | kiesett  | kiesett  | kiesett  | kiesett  | kiesett  |
| Marcia Richardson                                                             | 100 m           | 11,62    | 4.       | 40.*     | kiesett     | kiesett     | kiesett     | kiesett  | kiesett  | kiesett  | kiesett  | kiesett  |
| Joice Maduaka                                                                 | 100 m           | 11,51    | 5.       | 31.*     | kiesett     | kiesett     | kiesett     | kiesett  | kiesett  | kiesett  | kiesett  | kiesett  |
| Joice Maduaka                                                                 | 200 m           | 23,36    | 5.       | 27.*     | 23,57       | 7.          | 27.*        | kiesett  | kiesett  | kiesett  | kiesett  | kiesett  |
| Samantha Davies                                                               | 200 m           | 23,36    | 5.       | 27.*     | 23,20       | 6.          | 20.         | kiesett  | kiesett  | kiesett  | kiesett  | kiesett  |
| Katharine Merry                                                               | 400 m           | 51,61    | 1.       | 3.*      | 50,50       | 1.          | 3.          | 50,32    | 2.       | 6.       | 49,72    |          |
| Donna Fraser                                                                  | 400 m           | 52,33    | 3.       | 21.      | 50,77       | 3.          | 5.          | 50,21    | 4.       | 4.       | 49,79    | 4.       |
| Allison Curbishley                                                            | 400 m           | 52,20    | 4.       | 20.      | 52,50       | 7.          | 24.         | kiesett  | kiesett  | kiesett  | kiesett  | kiesett  |
| Diane Edwards-Modahl                                                          | 800 m           | 2:02,41  | 5.       | 21.      |             |             |             | kiesett  | kiesett  | kiesett  | kiesett  | kiesett  |
| Kelly Holmes                                                                  | 800 m           | 2:01,76  | 1.       | 13.      |             |             |             | 1:58,45  | 2.       | 2.       | 1:56,80  |          |
| Kelly Holmes                                                                  | 1500 m          | 4:10,38  | 3.       | 16.      |             |             |             | 4:05,35  | 4.       | 4.       | 4:08,02  | 7.       |
| Hayley Tullett                                                                | 1500 m          | 4:10,58  | 3.       | 17.      |             |             |             | 4:05,34  | 3.       | 3.       | 4:22,29  | 11.      |
| Helen Pattinson-Clitheroe                                                     | 1500 m          | 4:08,80  | 6.       | 6.       |             |             |             | 4:09,60  | 9.       | 18.      | kiesett  | kiesett  |
| Jo Pavey                                                                      | 5000 m          | 15:08,82 | 2.       | 4.       |             |             |             |          |          |          | 14:58,27 | 12.      |
| Andrea Whitcombe                                                              | 5000 m          | 16:15,82 | 15.      | 41.      |             |             |             |          |          |          | kiesett  | kiesett  |
| Paula Radcliffe                                                               | 10 000 m        | 32:34,73 | 6.       | 14.      |             |             |             |          |          |          | 30:26,97 | 4.       |
| Marian Sutton                                                                 | Maraton         |          |          |          |             |             |             |          |          |          | 2:34:33  | 26.      |
| Diane Allahgreen                                                              | 100 m gát       | 13,11    | 5.       | 18.*     | 13,22       | 8.          | 19.         | kiesett  | kiesett  | kiesett  | kiesett  | kiesett  |
| Tasha Danvers                                                                 | 400 m gát       | 55,68    | 3.       | 5.       |             |             |             | 54,95    | 3.       | 8.       | 55,00    | 8.       |
| Sinead Dudgeon                                                                | 400 m gát       | 57,82    | 4.       | 24.      |             |             |             | kiesett  | kiesett  | kiesett  | kiesett  | kiesett  |
| Keri Maddox                                                                   | 400 m gát       | 57,44    | 5.       | 22.      |             |             |             | kiesett  | kiesett  | kiesett  | kiesett  | kiesett  |
| Joice Maduaka Marcia Richardson Samantha Davies Shani Anderson Sarah Wilhelmy | 4 × 100 m váltó | 43,26    | 4.       | 8.       |             |             |             | 43,19    | 5.       | 9.*      | kiesett  | kiesett  |
| Tasha Danvers Donna Fraser Allison Curbishley Katharine Merry Helen Frost     | 4 × 400 m váltó | 3:25,28  | 1.       | 6.       |             |             |             |          |          |          | 3:25,67  | 6.       |
| Lisa Langford-Kehler                                                          | 20 km gyaloglás |          |          |          |             |             |             |          |          |          | 1:37:47  | 33.      |

| Versenyző       | Versenyszám   | Selejtező | Selejtező | Döntő    | Döntő    |
| Versenyző       | Versenyszám   | Eredmény  | Helyezés  | Eredmény | Helyezés |
| --------------- | ------------- | --------- | --------- | -------- | -------- |
| Janine Whitlock | Rúdugrás      | 415 cm    | 20.       | kiesett  | kiesett  |
| Jo Wise         | Távolugrás    | 659 cm    | 12.       | kiesett  | kiesett  |
| Ashia Hansen    | Hármasugrás   | 14,29 m   | 6.        | 13,44 m  | 11.      |
| Judy Oakes      | Súlylökés     | 17,81 m   | 13.       | kiesett  | kiesett  |
| Lorraine Shaw   | Kalapácsvetés | 63,21 m   | 11.       | 64,27 m  | 9.       |

| Versenyző    | Versenyszám | 100 m gát | 100 m gát | Magasugrás | Magasugrás | Súlylökés | Súlylökés | 200 m | 200 m | Távolugrás | Távolugrás | Gerelyhajítás | Gerelyhajítás | 800 m   | 800 m | Végeredmény | Végeredmény |
| Versenyző    | Versenyszám | Idő       | Pont      | Eredmény   | Pont       | Eredmény  | Pont      | Idő   | Pont  | Eredmény   | Pont       | Eredmény      | Pont          | Idő     | Pont  | Pont        | Helyezés    |
| ------------ | ----------- | --------- | --------- | ---------- | ---------- | --------- | --------- | ----- | ----- | ---------- | ---------- | ------------- | ------------- | ------- | ----- | ----------- | ----------- |
| Denise Lewis | Hétpróba    | 13,23     | 1090      | 175 cm     | 916        | 15,55 m   | 898       | 24,34 | 948   | 648 cm     | 1001       | 50,19 m       | 864           | 2:16,83 | 867   | 6584        |             |

* - egy másik versenyzővel azonos eredményt ért el

** - két másik versenyzővel azonos eredményt ért el

*** - három másik versenyzővel azonos eredményt ért el

***** - öt másik versenyzővel azonos eredményt ért el

## Cselgáncs
Férfi
| Versenyző        | Versenyszám | Selejtező         | 32-es főtábla                         | Nyolcaddöntő                         | Negyeddöntő       | Elődöntő          | Vigaszág első kör              | Vigaszág negyeddöntő | Vigaszág elődöntő | Bronz- mérkőzés   | Döntő             | Helyezés    |
| Versenyző        | Versenyszám | Ellenfél Eredmény | Ellenfél Eredmény                     | Ellenfél Eredmény                    | Ellenfél Eredmény | Ellenfél Eredmény | Ellenfél Eredmény              | Ellenfél Eredmény    | Ellenfél Eredmény | Ellenfél Eredmény | Ellenfél Eredmény | Helyezés    |
| ---------------- | ----------- | ----------------- | ------------------------------------- | ------------------------------------ | ----------------- | ----------------- | ------------------------------ | -------------------- | ----------------- | ----------------- | ----------------- | ----------- |
| John Buchanan    | Légsúly     | erőnyerő          | Óscar Peñas (ESP) · 0010-0110         | kiesett                              | kiesett           | kiesett           |                                |                      |                   |                   |                   | helyezetlen |
| David Somerville | Harmatsúly  | erőnyerő          | Miguel Angel Moreno (ESA) · 1000-0000 | Larbi Ben Boudaoud (FRA) · 0001-0040 |                   |                   | Han Dzsihvan (KOR) · 0000-1001 | kiesett              | kiesett           | kiesett           |                   | 13.         |
| Graeme Randall   | Váltósúly   | erőnyerő          | Abdessalem Arous (TUN) · 1000-0000    | Kazem Sarikhani (IRI) · 0013-0200    | kiesett           | kiesett           |                                |                      |                   |                   |                   | helyezetlen |

Női
| Versenyző     | Versenyszám  | Selejtező                                  | Nyolcaddöntő                       | Negyeddöntő                         | Elődöntő                        | Vigaszág első kör | Vigaszág negyeddöntő             | Vigaszág elődöntő | Bronz- mérkőzés   | Döntő                             | Helyezés    |
| Versenyző     | Versenyszám  | Ellenfél Eredmény                          | Ellenfél Eredmény                  | Ellenfél Eredmény                   | Ellenfél Eredmény               | Ellenfél Eredmény | Ellenfél Eredmény                | Ellenfél Eredmény | Ellenfél Eredmény | Ellenfél Eredmény                 | Helyezés    |
| ------------- | ------------ | ------------------------------------------ | ---------------------------------- | ----------------------------------- | ------------------------------- | ----------------- | -------------------------------- | ----------------- | ----------------- | --------------------------------- | ----------- |
| Vicki Dunn    | Légsúly      | Natalja Kuligina (KGZ) · 0011-0002         | Ljubov Bruletova (RUS) · 0000-1000 |                                     |                                 |                   | Amarilys Savón (CUB) · 0000-0221 | kiesett           | kiesett           |                                   | 9.          |
| Cheryle Peel  | Könnyűsúly   | Kuszakabe Kie (JPN) · 0010-0220            | kiesett                            | kiesett                             | kiesett                         |                   |                                  |                   |                   |                                   | helyezetlen |
| Karen Roberts | Váltósúly    | erőnyerő                                   | Kenia Rodríguez (CUB) · 0001-0000  | Anja von Rekowski (GER) · 0000-0000 |                                 |                   | Saida Dhahri (TUN) · 0000-1010   | kiesett           | kiesett           |                                   | 9.          |
| Kate Howey    | Középsúly    | erőnyerő                                   | Daniela Krukower (ARG) · 0201-0000 | Edith Bosch (NED) · 0000-0000       | Úrsula Martín (ESP) · 1001-0000 |                   |                                  |                   |                   | Sibelis Veranes (CUB) · 0010-0101 |             |
| Chloe Cowen   | Félnehézsúly | Laisa Laveti Tuifagalele (FIJ) · 0200-0000 | Simona Richter (ROU) · 0000-1010   | kiesett                             | kiesett                         |                   |                                  |                   |                   |                                   | helyezetlen |
| Karina Bryant | Nehézsúly    | Adja Marieme Diop (SEN) · 1000-0000        | Christine Cicot (FRA) · 0002-0010  | kiesett                             | kiesett                         |                   |                                  |                   |                   |                                   | helyezetlen |

## Evezés
Férfi
| Versenyző | Versenyszám              | Előfutam | Előfutam | Vigaszág | Vigaszág | Elődöntő | Elődöntő | Elődöntő | Döntő | Döntő   | Döntő | Helyezés |
| Versenyző | Versenyszám              | Idő      | Hely.    | Idő      | Hely.    | Típus    | Idő      | Hely.    | Típus | Idő     | Hely. | Helyezés |
| --- | ------------------------ | -------- | -------- | -------- | -------- | -------- | -------- | -------- | ----- | ------- | ----- | -------- |
| Matt Wells | Egypárevezős             | 7:07,76  | 2.       | 7:08,19  | 1.       | A/B      | 7:09,68  | 5.       | B     | 7:00,22 | 3.    | 9.       |
| Ed Coode Greg Searle | Kormányos nélküli kettes | 6:42,45  | 1.       |          |          | A/B      | 6:31,08  | 2.       | A     | 6:34,38 | 4.    | 4.       |
| James Cracknell Steve Redgrave Tim Foster Matthew Pinsent                                                                    | Kormányos nélküli négyes | 6:01,58  | 1.       |          |          | A/B      | 6:02,28  | 1.       | A     | 5:56,24 | 1.    |          |
| Andrew Lindsay Ben Hunt-Davis Simon Dennis Louis Attrill Luka Grubor Kieran West Fred Scarlett Steve Trapmore Rowley Douglas | Nyolcas                  | 5:34,47  | 2.       | 5:38,59  | 1.       |          |          |          | A     | 5:33,08 | 1.    |          |
| Tom Kay Tom Middleton | Könnyűsúlyú kétpárevezős | 6:41,74  | 4.       | 6:43,25  | 3.       |          |          |          | C     | 6:32,67 | 2.    | 14.      |

Női
| Versenyző | Versenyszám              | Előfutam | Előfutam | Vigaszág | Vigaszág | Elődöntő | Elődöntő | Elődöntő | Döntő   | Döntő   | Döntő   | Helyezés |
| Versenyző | Versenyszám              | Idő      | Hely.    | Idő      | Hely.    | Típus    | Idő      | Hely.    | Típus   | Idő     | Hely.   | Helyezés |
| --- | ------------------------ | -------- | -------- | -------- | -------- | -------- | -------- | -------- | ------- | ------- | ------- | -------- |
| Alison Mowbray | Egypárevezős             | 7:46,73  | 3.       | 7:51,33  | 1.       | A/B      | 7:52,28  | 6.       | B       | 7:35,26 | 4.      | 10.      |
| Frances Houghton Sarah Winckless                                                                                             | Kétpárevezős             | 7:24,07  | 5.       | 7:14,03  | 3.       |          |          |          | B       | 7:07,62 | 3.      | 9.       |
| Dot Blackie Cath Bishop | Kormányos nélküli kettes | 7:40,73  | 5.       | 7:36,53  | 4.       |          |          |          | B       | 7:26,95 | 3.      | 9.       |
| Guin Batten Gillian Lindsay Katherine Grainger Miriam Batten                                                                 | Négypárevezős            | 6:35,09  | 2.       | 6:30,96  | 1.       |          |          |          | A       | 6:21,64 | 2.      |          |
| Ali Sanders Rowan Carroll Elise Laverick Francesca Zino Alison Trickey Alex Beever Kate MacKenzie Lisa Eyre Charlotte Miller | Nyolcas                  | 6:19,49  | 4.       | 6:23,46  | 5.       | kiesett  | kiesett  | kiesett  | kiesett | kiesett | kiesett | 7.       |

## Gyeplabda

### Férfi
| Brit férfi gyeplabdacsapat-játékoskeret                                                                          | Brit férfi gyeplabdacsapat-játékoskeret                                                                           |
| --- | --- |
| - Simon Mason - David Luckes - Jon Wyatt - Julian Halls - Tom Bertram - Craig Parnham - Guy Fordham - Ben Sharpe | - Mark Pearn - Jimmy Wallis - Brett Garrard - Bill Waugh - Danny Hall - Mike Johnson - Calum Giles - David Hacker |

#### Eredmények
Csoportkör
A csoport
| Csapat               | M | Gy | D | V | G+ | G– | Gk | P |
| -------------------- | - | -- | - | - | -- | -- | -- | - |
| Pakisztán (PAK)      | 5 | 2  | 3 | 0 | 15 | 6  | +9 | 9 |
| Hollandia (NED)      | 5 | 2  | 2 | 1 | 11 | 8  | +3 | 8 |
| Németország (GER)    | 5 | 2  | 2 | 1 | 7  | 6  | +1 | 8 |
| Nagy-Britannia (GBR) | 5 | 1  | 2 | 2 | 8  | 16 | –8 | 5 |
| Malajzia (MAS)       | 5 | 0  | 4 | 1 | 5  | 6  | –1 | 4 |
| Kanada (CAN)         | 5 | 0  | 3 | 2 | 7  | 11 | –4 | 3 |

| 2000. szeptember 16. 13:30 | Hollandia (NED)                              | 4–2   | Nagy-Britannia (GBR)   | Játékvezetők: Steven Horgan (USA), Santiago Deo (ESP) |
| 2000. szeptember 16. 13:30 | de Nooijer 9' · Brinkman 43' · Veen 50', 69' | (1–1) | Pearn 15' · Wallis 46' | Játékvezetők: Steven Horgan (USA), Santiago Deo (ESP) |

| 2000. szeptember 18. 13:30 | Nagy-Britannia (GBR) | 1–8   | Pakisztán (PAK)                                                      | Játékvezetők: Ray O′Connor (IRL), Eric Denis (BEL) |
| 2000. szeptember 18. 13:30 | Pearn 20'            | (1–4) | Abbas 7', 10', 31' · Nadeem 19', 70+' · Bashir 51', 55' · Sarwar 62' | Játékvezetők: Ray O′Connor (IRL), Eric Denis (BEL) |

| 2000. szeptember 20. 15:30 | Malajzia (MAS)              | 2–2   | Nagy-Britannia (GBR)    | Játékvezetők: Eduardo Ruiz (ARG), Donald Prior (AUS) |
| 2000. szeptember 20. 15:30 | Nor Saiful 59' · Keevan 66' | (0–2) | Parnham 18' · Pearn 27' | Játékvezetők: Eduardo Ruiz (ARG), Donald Prior (AUS) |

| 2000. szeptember 24. 19:00 | Nagy-Britannia (GBR) | 1–1   | Kanada (CAN) | Játékvezetők: Eduardo Ruiz (ARG), Henrik Ehlers (DEN) |
| 2000. szeptember 24. 19:00 | Hall 44'             | (0–1) | Pereira 4'   | Játékvezetők: Eduardo Ruiz (ARG), Henrik Ehlers (DEN) |

| 2000. szeptember 26. 18:30 | Németország (GER) | 1–2   | Nagy-Britannia (GBR)    | Játékvezetők: Henrik Ehlers (DEN), John Wright (RSA) |
| 2000. szeptember 26. 18:30 | Mayerhöfer 37'    | (0–0) | Parnham 41' · Giles 65' | Játékvezetők: Henrik Ehlers (DEN), John Wright (RSA) |

Az 5–8. helyért
| 2000. szeptember 28. 14:00 | Nagy-Britannia (GBR)    | 2–1   | India (IND) | State Hockey Centre, Sydney Játékvezetők: Jason McCracken (NZL), Sumesh Putra (CAN) |
| 2000. szeptember 28. 14:00 | Parnham 16' · Giles 46' | (1–1) | Tirkej 10'  | State Hockey Centre, Sydney Játékvezetők: Jason McCracken (NZL), Sumesh Putra (CAN) |

Az 5. helyért
| 2000. szeptember 29. 14:00 | Nagy-Britannia (GBR) | 0–4   | Németország (GER)                                      | State Hockey Centre, Sydney Játékvezetők: Steven Horgan (USA), Jason McCracken (NZL) |
| 2000. szeptember 29. 14:00 |                      | (0–2) | Michel 28' · Domke 31' · Bechmann 59' · Weißenborn 63' | State Hockey Centre, Sydney Játékvezetők: Steven Horgan (USA), Jason McCracken (NZL) |

| Csapat               | Helyezés |
| -------------------- | -------- |
| Nagy-Britannia (GBR) | 6.       |

### Női
| Brit női gyeplabdacsapat-játékoskeret                                                                                       | Brit női gyeplabdacsapat-játékoskeret |
| --- | --- |
| - Carolyn Reid - Hilary Rose - Kirsty Bowden - Jane Smith - Melanie Clewlow - Crista Cullen - Kath Johnson - Lucilla Wright | - Jane Sixsmith - Rhona Simpson - Denise Marston-Smith - Helen Richardson - Fiona Greenham - Pauline Robertson-Stott - Kate Walsh - Mandy Nicholson |

#### Eredmények
Csoportkör
A csoport
| Csapat               | M | Gy | D | V | G+ | G– | Gk | P  |
| -------------------- | - | -- | - | - | -- | -- | -- | -- |
| Ausztrália (AUS)     | 4 | 3  | 1 | 0 | 9  | 3  | +6 | 10 |
| Argentína (ARG)      | 4 | 2  | 0 | 2 | 5  | 6  | –1 | 6  |
| Spanyolország (ESP)  | 4 | 1  | 2 | 1 | 2  | 3  | –1 | 5  |
| Nagy-Britannia (GBR) | 4 | 1  | 1 | 2 | 5  | 5  | 0  | 4  |
| Dél-Korea (KOR)      | 4 | 0  | 2 | 2 | 4  | 8  | –4 | 2  |

| 2000. szeptember 17. 15:30 | Ausztrália (AUS)        | 2–1   | Nagy-Britannia (GBR) | Játékvezetők: Ute Conen (GER), Marelize de Klerk (RSA) |
| 2000. szeptember 17. 15:30 | Hudson 18' · Powell 51' | (1–0) | Marston-Smith 47'    | Játékvezetők: Ute Conen (GER), Marelize de Klerk (RSA) |

| 2000. szeptember 18. 18:30 | Nagy-Britannia (GBR) | 0–1   | Argentína (ARG) | Játékvezetők: Renee Cohen (NED), Gina Spitaleri (ITA) |
| 2000. szeptember 18. 18:30 |                      | (0–1) | Masotta 14'     | Játékvezetők: Renee Cohen (NED), Gina Spitaleri (ITA) |

| 2000. szeptember 20. 10:30 | Dél-Korea (KOR)                   | 2–2   | Nagy-Britannia (GBR)        | Játékvezetők: Ute Conen (GER), Jean Buchanan (RSA) |
| 2000. szeptember 20. 10:30 | Kim Szongun 14' · Kim Undzsin 48' | (1–0) | Clewlow 57' · Nicholson 66' | Játékvezetők: Ute Conen (GER), Jean Buchanan (RSA) |

| 2000. szeptember 22. 20:30 | Nagy-Britannia (GBR)     | 2–0   | Spanyolország (ESP) | Játékvezetők: Jean Buchanan (RSA), Marelize de Klerk (RSA) |
| 2000. szeptember 22. 20:30 | Clewlow 48' · Cullen 65' | (0–0) |                     | Játékvezetők: Jean Buchanan (RSA), Marelize de Klerk (RSA) |

A 7–10. helyért
| 2000. szeptember 25. 10:30 | Nagy-Britannia (GBR)                 | 3–2   | Dél-afrikai Köztársaság (RSA) | State Hockey Centre, Sydney Játékvezetők: Renee Chatas (USA), Angela Lario (ESP) |
| 2000. szeptember 25. 10:30 | Simpson 3' · Clewlow 12' · Smith 38' | (2–2) | Dare 6' · Coetzee 31'         | State Hockey Centre, Sydney Játékvezetők: Renee Chatas (USA), Angela Lario (ESP) |

A 7. helyért
| 2000. szeptember 27. 13:00 | Nagy-Britannia (GBR) | 0–2   | Németország (GER)       | State Hockey Centre, Sydney Játékvezetők: Miriam van Gemert (NED), Lyn Farrell (NZL) |
| 2000. szeptember 27. 13:00 |                      | (0–1) | Keller 21' · Becker 52' | State Hockey Centre, Sydney Játékvezetők: Miriam van Gemert (NED), Lyn Farrell (NZL) |

| Csapat               | Helyezés |
| -------------------- | -------- |
| Nagy-Britannia (GBR) | 8.       |

## Íjászat
Férfi
| Versenyző     | Versenyszám | Selejtező | Selejtező | 64-es főtábla                       | 32-es főtábla                      | Nyolcaddöntő      | Negyeddöntő       | Elődöntő          | Döntő             | Helyezés |
| Versenyző     | Versenyszám | Pont      | Kiemelt   | Ellenfél Eredmény                   | Ellenfél Eredmény                  | Ellenfél Eredmény | Ellenfél Eredmény | Ellenfél Eredmény | Ellenfél Eredmény | Helyezés |
| ------------- | ----------- | --------- | --------- | ----------------------------------- | ---------------------------------- | ----------------- | ----------------- | ----------------- | ----------------- | -------- |
| Simon Needham | Egyéni      | 641       | 9.        | Ken Uprichard (NZL) (56.) · 160-155 | Ismely Arias (CUB) (41.) · 164-164 | kiesett           | kiesett           | kiesett           | kiesett           | 17.      |

Női
| Versenyző          | Versenyszám | Selejtező | Selejtező | 64-es főtábla                                     | 32-es főtábla                          | Nyolcaddöntő                     | Negyeddöntő       | Elődöntő          | Döntő             | Helyezés |
| Versenyző          | Versenyszám | Pont      | Kiemelt   | Ellenfél Eredmény                                 | Ellenfél Eredmény                      | Ellenfél Eredmény                | Ellenfél Eredmény | Ellenfél Eredmény | Ellenfél Eredmény | Helyezés |
| ------------------ | ----------- | --------- | --------- | ------------------------------------------------- | -------------------------------------- | -------------------------------- | ----------------- | ----------------- | ----------------- | -------- |
| Alison Williamson  | Egyéni      | 635       | 20.       | Kristina Persson-Nordlander (SWE) (45.) · 156-145 | Elif Altınkaynak (TUR) (13.) · 157-154 | Jun Midzsin (KOR) (4.) · 164-173 | kiesett           | kiesett           | kiesett           | 9.       |
| Vladlena Priestman | Egyéni      | 618       | 46.       | Cornelia Pfohl (GER) (19.) · 155-159              | kiesett                                | kiesett                          | kiesett           | kiesett           | kiesett           | 39.      |

## Kajak-kenu

### Síkvízi
Férfi
| Versenyző                        | Versenyszám         | Előfutam | Előfutam | Előfutam | Elődöntő | Elődöntő | Elődöntő | Döntő    | Döntő    |
| Versenyző                        | Versenyszám         | Idő      | Hely.    | Össz.    | Idő      | Hely.    | Össz.    | Idő      | Helyezés |
| -------------------------------- | ------------------- | -------- | -------- | -------- | -------- | -------- | -------- | -------- | -------- |
| Ian Wynne                        | Kajak egyes 500 m   | 1:42,779 | 2.       | 17.      | 1:41,486 | 4.       | 12.      | kiesett  | kiesett  |
| Tim Brabants                     | Kajak egyes 1000 m  | 3:36,903 | 3.       | 7.       | 3:37,205 | 2.       | 2.       | 3:35,057 |          |
| Paul Darby-Dowman Ross Sabberton | Kajak kettes 500 m  | 1:32,782 | 3.       | 9.       | 1:33,173 | 7.       | 13.      | kiesett  | kiesett  |
| Paul Darby-Dowman Ross Sabberton | Kajak kettes 1000 m | 3:19,392 | 4.       | 11.      | 3:19,826 | 5.       | 5.       | kiesett  | kiesett  |
| Andrew Train Stephen Train       | Kenu kettes 500 m   | 1:46,986 | 5.       | 13.      | 1:49,931 | 9.       | 9.       | kiesett  | kiesett  |
| Andrew Train Stephen Train       | Kenu kettes 1000 m  | 3:39,599 | 4.       | 8.       | 3:45,624 | 4.       | 4.       | kiesett  | kiesett  |

Női
| Versenyző     | Versenyszám       | Előfutam | Előfutam | Előfutam | Elődöntő | Elődöntő | Elődöntő | Döntő   | Döntő    |
| Versenyző     | Versenyszám       | Idő      | Hely.    | Össz.    | Idő      | Hely.    | Össz.    | Idő     | Helyezés |
| ------------- | ----------------- | -------- | -------- | -------- | -------- | -------- | -------- | ------- | -------- |
| Anna Hemmings | Kajak egyes 500 m | 1:59,190 | 8.       | 15.      | 1:59,664 | 9.       | 9.       | kiesett | kiesett  |

### Szlalom
| Versenyző                | Versenyszám       | Selejtező | Selejtező | Selejtező | Selejtező | Selejtező  | Selejtező  | Döntő    | Döntő    | Döntő    | Döntő    | Döntő      | Döntő      |
| Versenyző                | Versenyszám       | 1. futam  | 1. futam  | 2. futam  | 2. futam  | Összesítés | Összesítés | 1. futam | 1. futam | 2. futam | 2. futam | Összesítés | Összesítés |
| Versenyző                | Versenyszám       | Pont      | Hely.     | Pont      | Hely.     | Pont       | Hely.      | Pont     | Hely.    | Pont     | Hely.    | Pont       | Helyezés   |
| ------------------------ | ----------------- | --------- | --------- | --------- | --------- | ---------- | ---------- | -------- | -------- | -------- | -------- | ---------- | ---------- |
| Paul Ratcliffe           | Férfi kajak egyes | 126,59    | 2.        | 127,10    | 6.        | 253,69     | 3.         | 112,22   | 3.       | 111,49   | 3.       | 223,71     |            |
| Stuart McIntosh          | Férfi kenu egyes  | 136,55    | 10.       | 137,84    | 10.       | 274,39     | 10.        | 121,23   | 8.       | 122,38   | 8.       | 243,61     | 8.         |
| Stuart Bowman Nick Smith | Férfi kenu kettes | 138,95    | 4.        | 141,65    | 6.        | 280,60     | 4.         | 123,85   | 5.       | 126,08   | 4.       | 249,93     | 4.         |
| Laura Blakeman           | Női kajak egyes   | 155,47    | 12.       | 156,00    | 15.       | 311,47     | 13.        | 136,91   | 12.      | 136,80   | 14.      | 273,71     | 12.        |

## Kerékpározás

### Hegyi-kerékpározás
| Versenyző          | Versenyszám        | Idő                    | Helyezés |
| ------------------ | ------------------ | ---------------------- | -------- |
| Oli Beckingsale    | Férfi terepverseny | 2:18:17,01 (+9:14,51)  | 23.      |
| Nick Craig         | Férfi terepverseny | 2:20:00,27 (+10:57,77) | 25.      |
| Caroline Alexander | Női terepverseny   | 1:56:50,62 (+7:26,24)  | 12.      |
| Louise Robinson    | Női terepverseny   | 1:59:23,27 (+9:58,89)  | 15.      |

### Országúti kerékpározás
Férfi
| Versenyző      | Versenyszám   | Idő                     | Helyezés      |
| -------------- | ------------- | ----------------------- | ------------- |
| Max Sciandri   | Mezőnyverseny | 5:30:46 (+1:38)         | 35.           |
| John Tanner    | Mezőnyverseny | 5:30:46 (+1:38)         | 38.           |
| Nick Craig     | Mezőnyverseny | nem ért célba           | nem ért célba |
| Rob Hayles     | Mezőnyverseny | nem ért célba           | nem ért célba |
| Jeremy Hunt    | Mezőnyverseny | nem ért célba           | nem ért célba |
| Chris Boardman | Időfutam      | 0:59:32,230 (+1:51,810) | 11.           |
| David Millar   | Időfutam      | 1:00:17,708 (+2:37,288) | 16.           |

Női
| Versenyző       | Versenyszám   | Idő                     | Helyezés |
| --------------- | ------------- | ----------------------- | -------- |
| Yvonne McGregor | Időfutam      | 0:44:37,095 (+2:36,314) | 17.      |
| Yvonne McGregor | Mezőnyverseny | 3:06:31 (+0:00)         | 24.      |
| Sara Symington  | Mezőnyverseny | 3:06:31 (+0:00)         | 10.      |
| Ceris Gilfillan | Mezőnyverseny | 3:06:37 (+0:06)         | 27.      |
| Ceris Gilfillan | Időfutam      | 0:44:29,104 (+2:28,323) | 14.      |

### Pálya-kerékpározás
Sprintversenyek
| Versenyző                             | Versenyszám  | Selejtező | Selejtező | 1. forduló                                                              | Vigaszág                                               | Vigaszág | 2. forduló                  | Vigaszág                                             | Vigaszág | 9–12. helyért          | 9–12. helyért | Negyeddöntő                            | 5–8. helyért                                                                     | 5–8. helyért | Elődöntő             | Döntő                                                                            | Helyezés |
| Versenyző                             | Versenyszám  | Idő       | Hely.     | Ellenfél Győztes idő                                                    | Ellenfelek Győztes idő                                 | Hely.    | Ellenfél Győztes idő        | Ellenfelek Győztes idő                               | Hely.    | Ellenfelek Győztes idő | Hely.         | Ellenfél Győztes idő                   | Ellenfelek Győztes idő                                                           | Hely.        | Ellenfél Győztes idő | Ellenfél Győztes idő                                                             | Helyezés |
| ------------------------------------- | ------------ | --------- | --------- | ----------------------------------------------------------------------- | ------------------------------------------------------ | -------- | --------------------------- | ---------------------------------------------------- | -------- | ---------------------- | ------------- | -------------------------------------- | -------------------------------------------------------------------------------- | ------------ | -------------------- | -------------------------------------------------------------------------------- | -------- |
| Craig MacLean                         | Férfi egyéni | 10,459    | 7.        | José Antonio Villanueva (ESP) · verseny nélkül                          | Óta Sinicsi (JPN) · Julio César Herrera (CUB) · 10,951 | 1.       | Laurent Gané (FRA) · 11,049 | Viesturs Bērziņš (LAT) · Chelly Arrue (USA) · 11,108 | 1.       |                        |               | Marty Nothstein (USA) · 10,888; 10,973 | Jan van Eijden (GER) · José Antonio Villanueva (ESP) · Sean Eadie (AUS) · 11,040 | 4.           |                      |                                                                                  | 8.       |
| Chris Hoy Craig MacLean Jason Queally | Férfi csapat | 44,659    | 2.        | Szlovákia (SVK) · Peter Bazálik · Ján Lepka · Jaroslav Jeřábek · 44,571 |                                                        |          |                             |                                                      |          |                        |               |                                        |                                                                                  |              |                      | Franciaország (FRA) · Laurent Gané · Florian Rousseau · Arnaud Tournant · 44,233 |          |

Időfutam
| Név           | Versenyszám  | Idő      | Helyezés |
| ------------- | ------------ | -------- | -------- |
| Jason Queally | Férfi egyéni | 1:01,609 |          |

Üldözőversenyek
| Versenyző                                                        | Versenyszám  | Selejtező | Selejtező | Negyeddöntő | Negyeddöntő | Elődöntő | Elődöntő  | Döntő | Döntő     | Döntő    |
| Versenyző                                                        | Versenyszám  | Idő       | Hely.     | Ellenfél Idő | Saját idő   | Ellenfél Idő | Saját idő | Ellenfél Idő | Saját idő | Helyezés |
| ---------------------------------------------------------------- | ------------ | --------- | --------- | --- | ----------- | --- | --------- | --- | --------- | -------- |
| Rob Hayles                                                       | Férfi egyéni | 4:20,996  | 2.        | |             | Jens Lehmann (GER) · 4:23,032                                                                                     | 4:30,080  | Bronzmérkőzés · Brad McGee (AUS) · 4:19,250                                                                        | 4:19,613  | 4.       |
| Bryan Steel Paul Manning Bradley Wiggins Chris Newton Jonny Clay | Férfi csapat | 4:04,030  | 1.        | Oroszország (RUS) · Vlagyimir Karpec · Alekszej Markov · Szergej Klimov · Gyenyisz Szmiszlov · Vlagyiszlav Boriszov · lekörözték | 4:04,143    | Ukrajna (UKR) · Szerhij Csernyavszkij · Szerhij Matvjejev · Olekszandr Szimonenko · Olekszandr Fedenko · 4:00,830 | 4:02,387  | Bronzmérkőzés · Franciaország (FRA) · Cyril Bos · Philippe Ermenault · Francis Moreau · Jérôme Neuville · 4:05,991 | 4:01,979  |          |
| Yvonne McGregor                                                  | Női egyéni   | 3:35,492  | 3.        | |             | Marion Clignet (FRA) · 3:36,244                                                                                   | 3:38,409  | Bronzmérkőzés · Sarah Ulmer (NZL) · 3:38,930                                                                       | 3:38,850  |          |

Pontversenyek
| Név                        | Versenyszám       | Pont | Körhátrány | Helyezés |
| -------------------------- | ----------------- | ---- | ---------- | -------- |
| Jonny Clay                 | Férfi pontverseny | 10   | -2         | 13.      |
| Bradley Wiggins Rob Hayles | Férfi madison     | 13   | 0          | 4.       |
| Emma Davies                | Női pontverseny   | 0    | 0          | 14.      |

Keirin
| Versenyző | Versenyszám | 1. forduló | Vigaszág | 2. forduló | Döntő    |
| Versenyző | Versenyszám | Helyezés   | Helyezés | Helyezés   | Helyezés |
| --------- | ----------- | ---------- | -------- | ---------- | -------- |
| Chris Hoy | Férfi       | 4.         | kizárták | kiesett    | kiesett  |

## Lovaglás
Díjlovaglás
| Versenyző                                              | Ló               | Versenyszám | 1. kör | 1. kör | 2. kör  | 2. kör  | 3. kör  | 3. kör  | Végeredmény | Végeredmény |
| Versenyző                                              | Ló               | Versenyszám | Pont   | Hely.  | Pont    | Hely.   | Pont    | Hely.   | Pont        | Helyezés    |
| ------------------------------------------------------ | ---------------- | ----------- | ------ | ------ | ------- | ------- | ------- | ------- | ----------- | ----------- |
| Emile Faurie                                           | Rascher Hopes    | Egyéni      | 66,96  | 18.    | 65,58   | 22.     | kiesett | kiesett | 132,54      | 20.         |
| Carl Hester                                            | Argentile Gullit | Egyéni      | 64,88  | 31.    | kiesett | kiesett | kiesett | kiesett | kiesett     | kiesett     |
| Richard Davison                                        | Askari           | Egyéni      | 64,08  | 35.*   | kiesett | kiesett | kiesett | kiesett | kiesett     | kiesett     |
| Kirsty Mepham                                          | Dikkiloo         | Egyéni      | 62,80  | 41.    | kiesett | kiesett | kiesett | kiesett | kiesett     | kiesett     |
| Emile Faurie Carl Hester Richard Davison Kirsty Mepham | lásd fentebb     | Csapat      |        |        |         |         |         |         | 4898        | 8.          |

* - egy másik versenyzővel azonos eredményt ért el
Díjugratás
| Versenyző                                                    | Ló              | Versenyszám | Selejtező | Selejtező | Selejtező | Selejtező | Selejtező | Selejtező | Selejtező | Selejtező | Döntő   | Döntő   | Döntő   | Döntő   | Végeredmény | Végeredmény |
| Versenyző                                                    | Ló              | Versenyszám | 1. kör    | 1. kör    | 2. kör    | 2. kör    | 2. kör    | 3. kör    | 3. kör    | 3. kör    | 1. kör  | 1. kör  | 2. kör  | 2. kör  | Végeredmény | Végeredmény |
| Versenyző                                                    | Ló              | Versenyszám | Bünt.     | Hely.     | Bünt.     | Össz.     | Hely.     | Bünt.     | Össz.     | Hely.     | Bünt.   | Hely.   | Bünt.   | Hely.   | Bünt.       | Helyezés    |
| ------------------------------------------------------------ | --------------- | ----------- | --------- | --------- | --------- | --------- | --------- | --------- | --------- | --------- | ------- | ------- | ------- | ------- | ----------- | ----------- |
| Geoff Billington                                             | It's Otto       | Egyéni      | 10,25     | 34.       | 12,75     | 23,00     | 44.       | 8,00      | 31,00     | 40.       | 12,00   | 20.     | 12,00   | 22.     | 24,00       | 24.         |
| Michael Whitaker                                             | Prince of Wales | Egyéni      | 9,75      | 32.       | 8,00      | 17,75     | 30.       | 8,00      | 25,75     | 29.       | 12,50   | 32.     | kiesett | kiesett | kiesett     | kiesett     |
| John Whitaker                                                | Calvaro Z       | Egyéni      | 24,75     | 66.       | 0,00      | 24,75     | 46.       | 4,00      | 28,75     | 33.       | 16,00   | 33.     | kiesett | kiesett | kiesett     | kiesett     |
| Carl Edwards                                                 | Bit More Candy  | Egyéni      | 14,75     | 47.       | 12,50     | 27,25     | 50.       | 20,00     | 47,25     | 53.       | kiesett | kiesett | kiesett | kiesett | kiesett     | kiesett     |
| John Whitaker Michael Whitaker Geoff Billington Carl Edwards | lásd fentebb    | Csapat      |           |           |           |           |           |           |           |           | 20,50   | 9.      | 20,00   | 6.*     | 40,50       | 8.          |

* - egy másik csapattal azonos eredményt ért el
Lovastusa
| Versenyző                                             | Ló                                        | Versenyszám | Díjlovaglás | Díjlovaglás | Tereplovaglás | Tereplovaglás | Tereplovaglás | Díjugratás | Díjugratás | Végeredmény | Végeredmény |
| Versenyző                                             | Ló                                        | Versenyszám | Bünt.       | Hely.       | Bünt.         | Hely.         | Össz.         | Bünt.      | Hely.      | Bünt.       | Helyezés    |
| ----------------------------------------------------- | ----------------------------------------- | ----------- | ----------- | ----------- | ------------- | ------------- | ------------- | ---------- | ---------- | ----------- | ----------- |
| Mary Thomson-King                                     | Star Appeal                               | Egyéni      | 47,00       | 13.         | 0,00          | 47,00         | 8.            | 5,00       | 7.         | 52,00       | 7.          |
| Ian Stark                                             | Arakai                                    | Egyéni      | 51,00       | 20.         | 0,00          | 51,00         | 10.           | 5,00       | 7.         | 56,00       | 10.         |
| Karen Straker-Dixon                                   | Too Smart                                 | Egyéni      | 50,40       | 18.         | 0,00          | 50,40         | 9.            | 10,00      | 13.        | 60,40       | 11.         |
| Pippa Funnell Leslie Law Jeanette Brakewell Ian Stark | Supreme Rock Shear H20 Over To You Jaybee | Csapat      | 115,20      | 2.          | 0,40          | 127,00        | 2.            | 34,00      | 5.         | 161,00      |             |

## Műugrás
Férfi
| Versenyző                    | Versenyszám          | Selejtező | Selejtező | Elődöntő | Elődöntő | Döntő   | Döntő    |
| Versenyző                    | Versenyszám          | Pont      | Helyezés  | Pont     | Helyezés | Pont    | Helyezés |
| ---------------------------- | -------------------- | --------- | --------- | -------- | -------- | ------- | -------- |
| Tony Ali-Ally                | Egyéni műugrás       | 393,36    | 10.       | 599,61   | 12.      | 583,80  | 12.      |
| Mark Shipman                 | Egyéni műugrás       | 285,90    | 46.       | kiesett  | kiesett  | kiesett | kiesett  |
| Leon Taylor                  | Egyéni toronyugrás   | 399,90    | 16.       | 585,81   | 13.      | kiesett | kiesett  |
| Peter Waterfield             | Egyéni toronyugrás   | 317,31    | 33.       | kiesett  | kiesett  | kiesett | kiesett  |
| Tony Ali-Ally Mark Shipman   | Szinkron műugrás     |           |           |          |          | 296,64  | 7.       |
| Leon Taylor Peter Waterfield | Szinkron toronyugrás |           |           |          |          | 335,34  | 4.       |

Női
| Versenyző     | Versenyszám        | Selejtező | Selejtező | Elődöntő | Elődöntő | Döntő   | Döntő    |
| Versenyző     | Versenyszám        | Pont      | Helyezés  | Pont     | Helyezés | Pont    | Helyezés |
| ------------- | ------------------ | --------- | --------- | -------- | -------- | ------- | -------- |
| Jane Smith    | Egyéni műugrás     | 269,22    | 14.       | 477,12   | 16.      | kiesett | kiesett  |
| Karen Smith   | Egyéni műugrás     | 224,58    | 31.       | kiesett  | kiesett  | kiesett | kiesett  |
| Sally Freeman | Egyéni toronyugrás | 256,17    | 25.       | kiesett  | kiesett  | kiesett | kiesett  |
| Lesley Ward   | Egyéni toronyugrás | 238,65    | 28.       | kiesett  | kiesett  | kiesett | kiesett  |

## Ökölvívás
| Versenyző       | Versenyszám     | Selejtező                  | Nyolcaddöntő                 | Negyeddöntő                   | Elődöntő                  | Döntő                              | Helyezés |
| Versenyző       | Versenyszám     | Ellenfél Eredmény          | Ellenfél Eredmény            | Ellenfél Eredmény             | Ellenfél Eredmény         | Ellenfél Eredmény                  | Helyezés |
| --------------- | --------------- | -------------------------- | ---------------------------- | ----------------------------- | ------------------------- | ---------------------------------- | -------- |
| Courtney Fry    | Félnehézsúly    | Charles Adamu (GHA) · 3-16 | kiesett                      | kiesett                       | kiesett                   | kiesett                            | 17.      |
| Audley Harrison | Szupernehézsúly |                            | Alekszej Lezin (RUS) · 32-17 | Olekszij Mazikin (UKR) · 19-9 | Paolo Vidoz (ITA) · 32-16 | Muhtarhan Dildabekov (KAZ) · 30-16 |          |

## Öttusa
| Versenyző    | Versenyszám | Lövészet | Lövészet | Lövészet | Vívás    | Vívás | Vívás | Úszás   | Úszás | Úszás | Lovaglás | Lovaglás | Lovaglás | Lovaglás | Futás    | Futás | Futás | Összesen    | Összesen |
| Versenyző    | Versenyszám | Pontszám | Pont     | Hely.    | Eredmény | Pont  | Hely. | Idő     | Pont  | Hely. | Idő      | Hibapont | Pont     | Hely.    | Idő      | Pont  | Hely. | Összes pont | Helyezés |
| ------------ | ----------- | -------- | -------- | -------- | -------- | ----- | ----- | ------- | ----- | ----- | -------- | -------- | -------- | -------- | -------- | ----- | ----- | ----------- | -------- |
| Steph Cook   | Női         | 178      | 1072     | 7.*      | 10-14    | 760   | 18.** | 2:26,28 | 1138  | 12.   | 1:03,85  | 60       | 1040     | 8.       | 10:03,16 | 1308  | 1.    | 5318        |          |
| Kate Allenby | Női         | 175      | 1036     | 11.*     | 14-10    | 920   | 5.    | 2:20,93 | 1191  | 5.    | 1:01,80  | 60       | 1040     | 5.       | 10:58,71 | 1086  | 4.    | 5273        |          |

* - egy másik versenyzővel azonos eredményt ért el

** - két másik versenyzővel azonos eredményt ért el

## Sportlövészet
Férfi
| Versenyző      | Versenyszám       | Selejtező | Selejtező | Döntő              | Döntő    |
| Versenyző      | Versenyszám       | Pont      | Helyezés  | Pont               | Helyezés |
| -------------- | ----------------- | --------- | --------- | ------------------ | -------- |
| Michael Babb   | Sportpuska, fekvő | 592       | 25.****   | kiesett            | kiesett  |
| Ian Peel       | Trap              | 118       | 2.        | 142                |          |
| Peter Boden    | Trap              | 108       | 26.***    | kiesett            | kiesett  |
| Richard Faulds | Dupla trap        | 141       | 2.**      | 187 (szétlövés: 3) |          |
| John Davison   | Skeet             | 120       | 19.***    | kiesett            | kiesett  |
| Drew Harvey    | Skeet             | 116       | 39.***    | kiesett            | kiesett  |

** - két másik versenyzővel azonos eredményt ért el

*** - három másik versenyzővel azonos eredményt ért el

**** - négy másik versenyzővel azonos eredményt ért el

## Súlyemelés
Férfi
| Versenyző  | Versenyszám | Szakítás                 | Szakítás                 | Lökés    | Lökés    | Összesen | Helyezés |
| Versenyző  | Versenyszám | Eredmény                 | Helyezés                 | Eredmény | Helyezés | Összesen | Helyezés |
| ---------- | ----------- | ------------------------ | ------------------------ | -------- | -------- | -------- | -------- |
| Tommy Yule | 105 kg      | érvényes kísérlet nélkül | érvényes kísérlet nélkül | kiesett  | kiesett  | kiesett  | kiesett  |

## Taekwondo
Férfi
| Versenyző   | Versenyszám | Selejtező         | Negyeddöntő                | Elődöntő          | Vigaszág negyeddöntő      | Vigaszág elődöntő         | Bronz- mérkőzés   | Döntő             | Helyezés |
| Versenyző   | Versenyszám | Ellenfél Eredmény | Ellenfél Eredmény          | Ellenfél Eredmény | Ellenfél Eredmény         | Ellenfél Eredmény         | Ellenfél Eredmény | Ellenfél Eredmény | Helyezés |
| ----------- | ----------- | ----------------- | -------------------------- | ----------------- | ------------------------- | ------------------------- | ----------------- | ----------------- | -------- |
| Colin Daley | Nehézsúly   | erőnyerő          | Daniel Trenton (AUS) · 4-8 |                   | Marcus Thorén (SWE) · 9-2 | Pascal Gentil (FRA) · 0-3 | kiesett           |                   | 5.       |

Női
| Versenyző       | Versenyszám | Selejtező                   | Negyeddöntő          | Elődöntő                    | Vigaszág negyeddöntő | Vigaszág elődöntő               | Bronz- mérkőzés            | Döntő             | Helyezés |
| Versenyző       | Versenyszám | Ellenfél Eredmény           | Ellenfél Eredmény    | Ellenfél Eredmény           | Ellenfél Eredmény    | Ellenfél Eredmény               | Ellenfél Eredmény          | Ellenfél Eredmény | Helyezés |
| --------------- | ----------- | --------------------------- | -------------------- | --------------------------- | -------------------- | ------------------------------- | -------------------------- | ----------------- | -------- |
| Sarah Stevenson | Váltósúly   | Monica del Real (MEX) · 8-4 | He Lumin (CHN) · 6-5 | Trude Gundersen (NOR) · 2-2 |                      | Kirsimarja Koskinen (FIN) · 7-4 | Okamoto Joriko (JPN) · 5-6 |                   | 4.       |

## Tenisz
Férfi
| Versenyző                | Versenyszám | 64-es főtábla                       | 32-es főtábla                                                       | Nyolcaddöntő      | Negyeddöntő       | Elődöntő          | Bronz- mérkőzés   | Döntő             | Helyezés |
| Versenyző                | Versenyszám | Ellenfél Eredmény                   | Ellenfél Eredmény                                                   | Ellenfél Eredmény | Ellenfél Eredmény | Ellenfél Eredmény | Ellenfél Eredmény | Ellenfél Eredmény | Helyezés |
| ------------------------ | ----------- | ----------------------------------- | ------------------------------------------------------------------- | ----------------- | ----------------- | ----------------- | ----------------- | ----------------- | -------- |
| Barry Cowan              | Egyes       | Daniel Nestor (CAN) · 7–5, 1–6, 4–6 | kiesett                                                             | kiesett           | kiesett           | kiesett           | kiesett           | kiesett           | 33.      |
| Greg Rusedski            | Egyes       | Arnaud Clément (FRA) · 2–6, 3–6     | kiesett                                                             | kiesett           | kiesett           | kiesett           | kiesett           | kiesett           | 33.      |
| Tim Henman               | Egyes       | Karol Kučera (SVK) · 3–6, 2–6       | kiesett                                                             | kiesett           | kiesett           | kiesett           | kiesett           | kiesett           | 33.      |
| Barry Cowan Kyle Spencer | Páros       |                                     | Oroszország (RUS) · Jevgenyij Kafelnyikov · Marat Szafin · 6–7, 4–6 | kiesett           | kiesett           | kiesett           | kiesett           | kiesett           | 17.      |

Női
| Versenyző                    | Versenyszám | 32-es főtábla                                                 | Nyolcaddöntő      | Negyeddöntő       | Elődöntő          | Bronz- mérkőzés   | Döntő             | Helyezés |
| Versenyző                    | Versenyszám | Ellenfél Eredmény                                             | Ellenfél Eredmény | Ellenfél Eredmény | Ellenfél Eredmény | Ellenfél Eredmény | Ellenfél Eredmény | Helyezés |
| ---------------------------- | ----------- | ------------------------------------------------------------- | ----------------- | ----------------- | ----------------- | ----------------- | ----------------- | -------- |
| Julie Pullin Lorna Woodroffe | Páros       | Hollandia (NED) · Kristie Boogert · Miriam Oremans · 2–6, 1–6 | kiesett           | kiesett           | kiesett           | kiesett           | kiesett           | 17.      |

## Tollaslabda
| Versenyző                         | Versenyszám | Selejtező                             | 32-es főtábla                                                           | Nyolcaddöntő                                                         | Negyeddöntő                                                   | Elődöntő          | Döntő             | Helyezés |
| Versenyző                         | Versenyszám | Ellenfél Eredmény                     | Ellenfél Eredmény                                                       | Ellenfél Eredmény                                                    | Ellenfél Eredmény                                             | Ellenfél Eredmény | Ellenfél Eredmény | Helyezés |
| --------------------------------- | ----------- | ------------------------------------- | ----------------------------------------------------------------------- | -------------------------------------------------------------------- | ------------------------------------------------------------- | ----------------- | ----------------- | -------- |
| Richard Vaughan                   | Férfi egyes | Boonsak Ponsana (THA) · 15–8, 15–12   | Rasmus Wengberg (SWE) · 15–8, 15–4                                      | Sun Jun (CHN) · 10–15, 8–15                                          | kiesett                                                       | kiesett           | kiesett           | 9.       |
| Peter Knowles                     | Férfi egyes | erőnyerő                              | Ong Ewe Hock (MAS) · 3–15, 15–12, 5–15                                  | kiesett                                                              | kiesett                                                       | kiesett           | kiesett           | 17.      |
| Nathan Robertson Simon Archer     | Férfi páros |                                       | erőnyerő                                                                | Lengyelország (POL) · Michał Łogosz · Robert Mateusiak · 15–1, 15–10 | Indonézia (INA) · Candra Wijaya · Tony Gunawan · 13–15, 11–15 | kiesett           | kiesett           | 5.       |
| Julian Robertson Peter Knowles    | Férfi páros |                                       | Mauritius (MRI) · Denis Constantin · Édouard Clarisse · 15–6, 15–10     | Dél-Korea (KOR) · I Dongszu · Ju Jongszong · 4–15, 8–15              | kiesett                                                       | kiesett           | kiesett           | 9.       |
| Julia Mann                        | Női egyes   | Amrita Sawaram (MRI) · 11–0, 11–0     | Maja Pohar (SLO) · 11–4, 11–7                                           | Mizui Jaszuko (JPN) · 9–11, 5–11                                     | kiesett                                                       | kiesett           | kiesett           | 9.       |
| Kelly Morgan                      | Női egyes   | Aparna Popat (IND) · 5–11, 11–7, 11–2 | Koon Louisa (HKG) · 8–11, 11–3, 11–1                                    | Camilla Martin (DEN) · 7–11, 3–11                                    | kiesett                                                       | kiesett           | kiesett           | 9.       |
| Donna Kellogg Joanne Wright-Goode | Női páros   |                                       | erőnyerő                                                                | Kanada (CAN) · Milaine Cloutier · Robbyn Hermitage · 15–4, 15–10     | Kína (CHN) · Kao Ling · Qin Yiyuan · 2–15, 7–15               | kiesett           | kiesett           | 5.       |
| Joanne Davies Sarah Hardaker      | Női páros   |                                       | Indonézia (INA) · Deyana Gresye Lomban · Eliza Nathanael · 15–13, 15–11 | Dél-Korea (KOR) · Csong Dzsehi · Na Kjongmin · 6–15, 1–15            | kiesett                                                       | kiesett           | kiesett           | 9.       |

Vegyes
| Versenyző                        | Versenyszám  | Selejtező                                                          | Nyolcaddöntő                                                             | Negyeddöntő                                                         | Elődöntő                                                               | Döntő                                                                            | Helyezés |
| Versenyző                        | Versenyszám  | Ellenfél Eredmény                                                  | Ellenfél Eredmény                                                        | Ellenfél Eredmény                                                   | Ellenfél Eredmény                                                      | Ellenfél Eredmény                                                                | Helyezés |
| -------------------------------- | ------------ | ------------------------------------------------------------------ | ------------------------------------------------------------------------ | ------------------------------------------------------------------- | ---------------------------------------------------------------------- | -------------------------------------------------------------------------------- | -------- |
| Joanne Wright-Goode Simon Archer | Vegyes páros | Kanada (CAN) · Robbyn Hermitage · Brent Olynyk · 15–9, 15–9        | Dánia (DEN) · Ann Jørgensen · Jon Holst-Christensen · 15–17, 15–11, 15–7 | Hollandia (NED) · Erica van den Heuvel · Chris Bruil · 15–12, 15–12 | Indonézia (INA) · Minarti Timur · Trikus Haryanto · 15–2, 15–17, 11–15 | Bronzmérkőzés · Dánia (DEN) · Rikke Olsen · Michael Søgaard · 15–4, 12–15, 17–14 |          |
| Donna Kellogg Chris Hunt         | Vegyes páros | Indonézia (INA) · Zelin Resiana · Bambang Supriyanto · 10–15, 1–15 | kiesett                                                                  | kiesett                                                             | kiesett                                                                | kiesett                                                                          | 17.      |

## Torna
Férfi
| Versenyző  | Versenyszám      | Selejtező | Selejtező | Döntő    | Döntő    |
| Versenyző  | Versenyszám      | Pontszám  | Helyezés  | Pontszám | Helyezés |
| ---------- | ---------------- | --------- | --------- | -------- | -------- |
| Craig Heap | Talaj            | 9,137     | 45.**     | kiesett  | kiesett  |
| Craig Heap | Ugrás            | 8,825     | 77.       | kiesett  | kiesett  |
| Craig Heap | Korlát           | 9,075     | 59.*      | kiesett  | kiesett  |
| Craig Heap | Nyújtó           | 9,212     | 61.*      | kiesett  | kiesett  |
| Craig Heap | Gyűrű            | 9,462     | 39.****   | kiesett  | kiesett  |
| Craig Heap | Lólengés         | 8,800     | 70.       | kiesett  | kiesett  |
| Craig Heap | Egyéni összetett | 54,511    | 41.       | 55,348   | 32.      |

Női
| Versenyző                                                                       | Versenyszám      | Selejtező | Selejtező | Döntő    | Döntő    |
| Versenyző                                                                       | Versenyszám      | Pontszám  | Helyezés  | Pontszám | Helyezés |
| ------------------------------------------------------------------------------- | ---------------- | --------- | --------- | -------- | -------- |
| Lisa Mason                                                                      | Talaj            | 9,337     | 29.***    | kiesett  | kiesett  |
| Lisa Mason                                                                      | Ugrás            | 9,231     | 41.       | kiesett  | kiesett  |
| Lisa Mason                                                                      | Felemás korlát   | 9,350     | 53.*      | kiesett  | kiesett  |
| Lisa Mason                                                                      | Gerenda          | 9,662     | 12.*      | kiesett  | kiesett  |
| Lisa Mason                                                                      | Egyéni összetett | 37,580    | 21.       | 37,167   | 23.      |
| Emma Williams                                                                   | Talaj            | 9,275     | 38.***    | kiesett  | kiesett  |
| Emma Williams                                                                   | Ugrás            | 9,187     | 45.       | kiesett  | kiesett  |
| Emma Williams                                                                   | Felemás korlát   | 9,262     | 56.*      | kiesett  | kiesett  |
| Emma Williams                                                                   | Gerenda          | 9,237     | 51.*      | kiesett  | kiesett  |
| Emma Williams                                                                   | Egyéni összetett | 36,961    | 37.       | 36,443   | 31.      |
| Annika Reeder                                                                   | Talaj            | 9,325     | 33.       | kiesett  | kiesett  |
| Annika Reeder                                                                   | Ugrás            | 9,331     | 27.       | kiesett  | kiesett  |
| Annika Reeder                                                                   | Felemás korlát   | 9,437     | 46.       | kiesett  | kiesett  |
| Annika Reeder                                                                   | Gerenda          | 9,275     | 48.*      | kiesett  | kiesett  |
| Annika Reeder                                                                   | Egyéni összetett | 37,368    | 26.       | 16,536   | 34.      |
| Sharna Murray                                                                   | Ugrás            | 9,056     | 60.*      | kiesett  | kiesett  |
| Sharna Murray                                                                   | Felemás korlát   | 9,400     | 48.**     | kiesett  | kiesett  |
| Sharna Murray                                                                   | Gerenda          | 9,362     | 42.       | kiesett  | kiesett  |
| Sharna Murray                                                                   | Egyéni összetett | 27,818    | 71.       | kiesett  | kiesett  |
| Kelly Hackman                                                                   | Talaj            | 8,900     | 61.       | kiesett  | kiesett  |
| Kelly Hackman                                                                   | Felemás korlát   | 9,262     | 56.*      | kiesett  | kiesett  |
| Kelly Hackman                                                                   | Gerenda          | 9,212     | 53.*      | kiesett  | kiesett  |
| Kelly Hackman                                                                   | Egyéni összetett | 27,374    | 73.       | kiesett  | kiesett  |
| Paula Thomas                                                                    | Talaj            | 9,475     | 24.*      | kiesett  | kiesett  |
| Paula Thomas                                                                    | Ugrás            | 9,337     | 26.       | kiesett  | kiesett  |
| Paula Thomas                                                                    | Egyéni összetett | 18,812    | 86.       | kiesett  | kiesett  |
| Lisa Mason Annika Reeder Emma Williams Sharna Murray Kelly Hackman Paula Thomas | Csapat összetett | 149,483   | 9.        | kiesett  | kiesett  |

* - egy másik versenyzővel azonos eredményt ért el

** - két másik versenyzővel azonos eredményt ért el

*** - három másik versenyzővel azonos eredményt ért el

**** - négy másik versenyzővel azonos eredményt ért el

### Trambulin
| Versenyző    | Versenyszám | Selejtező | Selejtező | Döntő    | Döntő    |
| Versenyző    | Versenyszám | Pontszám  | Helyezés  | Pontszám | Helyezés |
| ------------ | ----------- | --------- | --------- | -------- | -------- |
| Lee Brearley | Férfi       | 66,2      | 5.        | 37,9     | 6.       |
| Jaime Moore  | Női         | 59,9      | 12.       | kiesett  | kiesett  |

## Triatlon
| Versenyző           | Versenyszám | 1,5 km úszás | Depózás 1 | 40 km kerékpározás | Depózás 2     | 10 km futás   | Összesítés    | Összesítés    |
| Versenyző           | Versenyszám | Idő          | Idő       | Idő                | Idő           | Idő           | Idő           | Helyezés      |
| ------------------- | ----------- | ------------ | --------- | ------------------ | ------------- | ------------- | ------------- | ------------- |
| Simon Lessing       | Férfi       | 17:18,89     | 25,90     | 59:21,70           | 17,90         | 31:59,93      | 1:49:24,32    | 9.            |
| Tim Don             | Férfi       | 17:38,69     | 21,90     | 59:13,40           | 17,71         | 31:57,15      | 1:49:28,85    | 10.           |
| Andrew Johns        | Férfi       | 17:53,59     | 22,10     | nem teljesítette   | nem ért célba | nem ért célba | nem ért célba | nem ért célba |
| Stephanie Forrester | Női         | 20:15,28     | 56,90     | 1:07:56,50         | 24,40         | 34:23,03      | 2:03:56,11    | 15.           |
| Sian Brice          | Női         | 20:00,28     | 26,50     | nem teljesítette   | nem ért célba | nem ért célba | nem ért célba | nem ért célba |
| Michelle Dillon     | Női         | 20:31,58     | 29,50     | nem teljesítette   | nem ért célba | nem ért célba | nem ért célba | nem ért célba |

## Úszás
Férfi
| Versenyző                                                             | Versenyszám            | Előfutam | Előfutam | Előfutam | Elődöntő | Elődöntő | Elődöntő | Döntő   | Döntő    |
| Versenyző                                                             | Versenyszám            | Idő      | Hely.    | Össz.    | Idő      | Hely.    | Össz.    | Idő     | Helyezés |
| --------------------------------------------------------------------- | ---------------------- | -------- | -------- | -------- | -------- | -------- | -------- | ------- | -------- |
| Mark Foster                                                           | 50 m gyors             | 22,65    | 5.       | 14.      | 22,32    | 3.       | 6.       | 22,41   | 7.       |
| Paul Palmer                                                           | 1500 m gyors           | 15:21,09 | 7.       | 17.      |          |          |          | kiesett | kiesett  |
| Paul Palmer                                                           | 400 m gyors            | 3:51,06  | 3.       | 10.      |          |          |          | kiesett | kiesett  |
| Paul Palmer                                                           | 200 m gyors            | 1:49,83  | 4.       | 11.      | 1:48,79  | 5.       | 8.       | 1:47,95 | 5.       |
| James Salter                                                          | 200 m gyors            | 1:48,77  | 2.       | 6.       | 1:48,64  | 3.       | 6.       | 1:48,74 | 6.       |
| James Salter                                                          | 400 m gyors            | 3:52,01  | 5.       | 13.      |          |          |          | kiesett | kiesett  |
| Adam Faulkner                                                         | 1500 m gyors           | 15:39,86 | 8.       | 29.      |          |          |          | kiesett | kiesett  |
| Paul Belk Sion Brinn Anthony Howard Mark Stevens                      | 4 × 100 m gyorsváltó   | 3:20,45  | 3.       | 9.       |          |          |          | kiesett | kiesett  |
| Edward Sinclair Paul Palmer Marc Spackman James Salter Andrew Clayton | 4 × 200 m gyorsváltó   | 7:20,69  | 4.       | 6.       |          |          |          | 7:12,98 | 5.       |
| Adam Ruckwood                                                         | 100 m hát              | 56,19    | 6.       | 17.      | 56,34    | 8.       | 16.      | kiesett | kiesett  |
| Adam Ruckwood                                                         | 200 m hát              | 2:01,11  | 5.       | 18.      | kiesett  | kiesett  | kiesett  | kiesett | kiesett  |
| Simon Militis                                                         | 200 m hát              | 2:01,20  | 6.       | 19.      | kiesett  | kiesett  | kiesett  | kiesett | kiesett  |
| Simon Militis                                                         | 400 m vegyes           | 4:24,38  | 7.       | 24.      |          |          |          | kiesett | kiesett  |
| Darren Mew                                                            | 100 m mell             | 1:02,42  | 5.       | 15.      | 1:01,98  | 7.       | 14.      | kiesett | kiesett  |
| Adam Whitehead                                                        | 100 m mell             | 1:02,91  | 6.       | 23.      | kiesett  | kiesett  | kiesett  | kiesett | kiesett  |
| Adam Whitehead                                                        | 200 m mell             | 2:17,16  | 7.       | 24.      | kiesett  | kiesett  | kiesett  | kiesett | kiesett  |
| James Hickman                                                         | 100 m pillangó         | 53,48    | 5.       | 10.      | 53,55    | 6.       | 13.      | kiesett | kiesett  |
| James Hickman                                                         | 200 m pillangó         | 1:57,88  | 3.       | 6.       | 1:57,84  | 5.       | 10.      | kiesett | kiesett  |
| Steve Parry                                                           | 200 m pillangó         | 1:58,00  | 4.       | 8.       | 1:57,23  | 3.       | 7.       | 1:57,01 | 6.       |
| Neil Willey Darren Mew James Hickman Sion Brinn                       | 4 × 100 m vegyes váltó | 3:39,60  | 3.       | 5.       |          |          |          | 3:40,19 | 8.       |

Női
| Versenyző                                                              | Versenyszám            | Előfutam | Előfutam | Előfutam | Elődöntő | Elődöntő | Elődöntő | Döntő   | Döntő    |
| Versenyző                                                              | Versenyszám            | Idő      | Hely.    | Össz.    | Idő      | Hely.    | Össz.    | Idő     | Helyezés |
| ---------------------------------------------------------------------- | ---------------------- | -------- | -------- | -------- | -------- | -------- | -------- | ------- | -------- |
| Alison Sheppard                                                        | 50 m gyors             | 25,53    | 2.       | 9.       | 25,32    | 3.       | 6.       | 25,45   | 7.       |
| Sue Rolph                                                              | 50 m gyors             | 26,00    | 6.       | 20.      | kiesett  | kiesett  | kiesett  | kiesett | kiesett  |
| Sue Rolph                                                              | 200 m vegyes           | 2:16,43  | 4.       | 11.      | 2:15,98  | 6.       | 12.      | kiesett | kiesett  |
| Sue Rolph                                                              | 100 m gyors            | 55,77    | 3.       | 8.       | 55,69    | 5.       | 9.       | kiesett | kiesett  |
| Karen Pickering                                                        | 100 m gyors            | 56,08    | 4.       | 13.      | 55,71    | 5.       | 10.      | kiesett | kiesett  |
| Karen Pickering                                                        | 200 m gyors            | 2:01,42  | 7.       | 17.*     | kiesett  | kiesett  | kiesett  | kiesett | kiesett  |
| Rebecca Cooke                                                          | 800 m gyors            | 8:43,22  | 4.       | 15.      |          |          |          | kiesett | kiesett  |
| Karen Pickering Alison Sheppard Rosalind Brett Sue Rolph               | 4 × 100 m gyorsváltó   | 3:42,47  | 1.       | 3.       |          |          |          | 3:40,54 | 5.       |
| Nicola Jackson Karen Legg Janine Belton Karen Pickering Claire Huddart | 4 × 200 m gyorsváltó   | 8:07,41  | 4.       | 8.       |          |          |          | 8:03,69 | 6.       |
| Katy Sexton                                                            | 100 m hát              | 1:02,67  | 3.       | 11.      | 1:02,35  | 6.       | 6.*      | kiesett | kiesett  |
| Sarah Price                                                            | 100 m hát              | 1:03,22  | 7.       | 21.      | kiesett  | kiesett  | kiesett  | kiesett | kiesett  |
| Jo Fargus                                                              | 200 m hát              | 2:12,99  | 3.       | 7.       | 2:13,57  | 6.       | 9.       | kiesett | kiesett  |
| Helen Don-Duncan                                                       | 200 m hát              | 2:14,18  | 4.       | 12.      | 2:14,97  | 8.       | 15.      | kiesett | kiesett  |
| Heidi Earp                                                             | 100 m mell             | 1:10,56  | 7.       | 20.      | kiesett  | kiesett  | kiesett  | kiesett | kiesett  |
| Jaime King                                                             | 200 m mell             | 2:33,10  | 7.       | 23.      | kiesett  | kiesett  | kiesett  | kiesett | kiesett  |
| Margaretha Pedder                                                      | 100 m pillangó         | 1:01,53  | 7.       | 30.      | kiesett  | kiesett  | kiesett  | kiesett | kiesett  |
| Margaretha Pedder                                                      | 200 m pillangó         | 2:11,59  | 5.       | 15.      | 2:10,49  | 6.       | 11.      | kiesett | kiesett  |
| Georgina Lee                                                           | 200 m pillangó         | 2:11,09  | 4.       | 11.      | 2:10,33  | 5.       | 10.      | kiesett | kiesett  |
| Kathryn Evans                                                          | 200 m vegyes           | 2:19,41  | 8.       | 24.      | kiesett  | kiesett  | kiesett  | kiesett | kiesett  |
| Katy Sexton Heidi Earp Sue Rolph Karen Pickering                       | 4 × 100 m vegyes váltó | 4:07,52  | 2.       | 6.       |          |          |          | 4:07,61 | 7.       |

* - egy másik versenyzővel azonos eredményt ért el

## Vitorlázás
Férfi
| Versenyző                 | Versenyszám     | Futam | Futam | Futam | Futam | Futam | Futam  | Futam  | Futam | Futam | Futam | Futam  | Pontszám | Helyezés |
| Versenyző                 | Versenyszám     | 1     | 2     | 3     | 4     | 5     | 6      | 7      | 8     | 9     | 10    | 11     | Pontszám | Helyezés |
| ------------------------- | --------------- | ----- | ----- | ----- | ----- | ----- | ------ | ------ | ----- | ----- | ----- | ------ | -------- | -------- |
| Nick Dempsey              | Szörfvitorlázás | (37*) | 15    | 2     | (28)  | 19    | 27     | 23     | 9     | 19    | 2     | 9      | 125,0    | 16.      |
| Iain Percy                | Finn dingi      | 2     | 1     | (9)   | 2     | 5     | 8      | 1      | 6     | 1     | 14    | (26**) | 35,0     |          |
| Nick Rogers Joe Glanfield | 470-es osztály  | 4,0   | 3,0   | 17,0  | 1,0   | 8,0   | (18,0) | (19,0) | 6,0   | 6,0   | 6,0   | 7,0    | 58,0     | 4.       |

Női
| Versenyző          | Versenyszám     | Futam | Futam | Futam | Futam | Futam | Futam | Futam | Futam | Futam | Futam | Futam | Pontszám | Helyezés |
| Versenyző          | Versenyszám     | 1     | 2     | 3     | 4     | 5     | 6     | 7     | 8     | 9     | 10    | 11    | Pontszám | Helyezés |
| ------------------ | --------------- | ----- | ----- | ----- | ----- | ----- | ----- | ----- | ----- | ----- | ----- | ----- | -------- | -------- |
| Christine Johnston | Szörfvitorlázás | 25    | 9     | (26)  | 17    | 2     | 18    | 19    | 24    | 19    | (26)  | 13    | 146,0    | 18.      |
| Shirley Robertson  | Europe          | 4     | 3     | 1     | 6     | 1     | (13)  | 8     | 9     | 2     | (16)  | 3     | 37,0     |          |

Nyílt
| Versenyző                 | Versenyszám        | Futam | Futam | Futam  | Futam | Futam | Futam | Futam | Futam | Futam | Futam | Futam | Futam | Futam | Futam | Futam | Futam | Pontszám | Helyezés |
| Versenyző                 | Versenyszám        | 1     | 2     | 3      | 4     | 5     | 6     | 7     | 8     | 9     | 10    | 11    | 12    | 13    | 14    | 15    | 16    | Pontszám | Helyezés |
| ------------------------- | ------------------ | ----- | ----- | ------ | ----- | ----- | ----- | ----- | ----- | ----- | ----- | ----- | ----- | ----- | ----- | ----- | ----- | -------- | -------- |
| Ben Ainslie               | Laser              | (22)  | 1     | 1      | 3     | 4     | 4     | 10    | 11    | 4     | 4     | (36)  |       |       |       |       |       | 42,0     |          |
| Ian Walker Mark Covell    | Csillaghajó        | 1,0   | (9,0) | (11,0) | 7,0   | 2,0   | 3,0   | 2,0   | 1,0   | 7,0   | 9,0   | 3,0   |       |       |       |       |       | 35,0     |          |
| Ian Barker Simon Hiscocks | Könnyű 49-es dingi | (13)  | 5     | 6      | (10)  | 6     | 2     | 4     | 2     | 9     | 5     | 4     | 4     | 5     | 4     | 1     | 3     | 60,0     |          |
| Hugh Styles Adam May      | Tornádó            | 2     | 5     | 3      | 10    | 7     | 6     | (17)  | (17)  | 10    | 7     | 3     |       |       |       |       |       | 53,0     | 6.       |

| Versenyző                                     | Versenyszám | Futam | Futam | Futam | Futam | Futam | Futam | Futam | Futam | 1. forduló | 1. forduló | 2. forduló | 2. forduló | Negyeddöntő | Negyeddöntő | Elődöntő | Elődöntő | Döntő   | Helyezés |
| Versenyző                                     | Versenyszám | 1     | 2     | 3     | 4     | 5     | 6     | Pont  | Hely. | Gy–V       | Hely.      | Gy–V       | Hely.      | Gy–V        | Hely.       | Gy–V     | Hely.    | Gy–V    | Helyezés |
| --------------------------------------------- | ----------- | ----- | ----- | ----- | ----- | ----- | ----- | ----- | ----- | ---------- | ---------- | ---------- | ---------- | ----------- | ----------- | -------- | -------- | ------- | -------- |
| Andy Beadsworth Richard Sydenham Barry Parkin | Soling      | (13)  | 7     | 8     | 4     | 4     | 13    | 36    | 7.    | 1–4        | 3.         | kiesett    | kiesett    | kiesett     | kiesett     | kiesett  | kiesett  | kiesett | 12.      |

* - kizárták (korai rajt)

** - nem indult

## Vívás
Férfi
| Versenyző      | Versenyszám  | Selejtező                  | 32-es főtábla                   | Nyolcaddöntő                  | Negyeddöntő       | Elődöntő          | Bronz- mérkőzés   | Döntő             | Helyezés |
| Versenyző      | Versenyszám  | Ellenfél Eredmény          | Ellenfél Eredmény               | Ellenfél Eredmény             | Ellenfél Eredmény | Ellenfél Eredmény | Ellenfél Eredmény | Ellenfél Eredmény | Helyezés |
| -------------- | ------------ | -------------------------- | ------------------------------- | ----------------------------- | ----------------- | ----------------- | ----------------- | ----------------- | -------- |
| James Beevers  | Tőr, egyéni  | Marco Martins (BRA) · 15-7 | Szerhij Holubickij (UKR) · 1-15 | kiesett                       | kiesett           | kiesett           | kiesett           | kiesett           | 28.      |
| James Williams | Kard, egyéni | Diego Drajer (ARG) · 15-13 | Nemcsik Zsolt (HUN) · 15-10     | Alekszej Froszin (RUS) · 8-15 | kiesett           | kiesett           | kiesett           | kiesett           | 16.      |

Női
| Versenyző    | Versenyszám | Selejtező             | 32-es főtábla                  | Nyolcaddöntő      | Negyeddöntő       | Elődöntő          | Bronz- mérkőzés   | Döntő             | Helyezés |
| Versenyző    | Versenyszám | Ellenfél Eredmény     | Ellenfél Eredmény              | Ellenfél Eredmény | Ellenfél Eredmény | Ellenfél Eredmény | Ellenfél Eredmény | Ellenfél Eredmény | Helyezés |
| ------------ | ----------- | --------------------- | ------------------------------ | ----------------- | ----------------- | ----------------- | ----------------- | ----------------- | -------- |
| Eloise Smith | Tőr, egyéni | Jo Halls (AUS) · 15-8 | Giovanna Trillini (ITA) · 2-15 | kiesett           | kiesett           | kiesett           | kiesett           | kiesett           | 28.      |